# Apprendimento

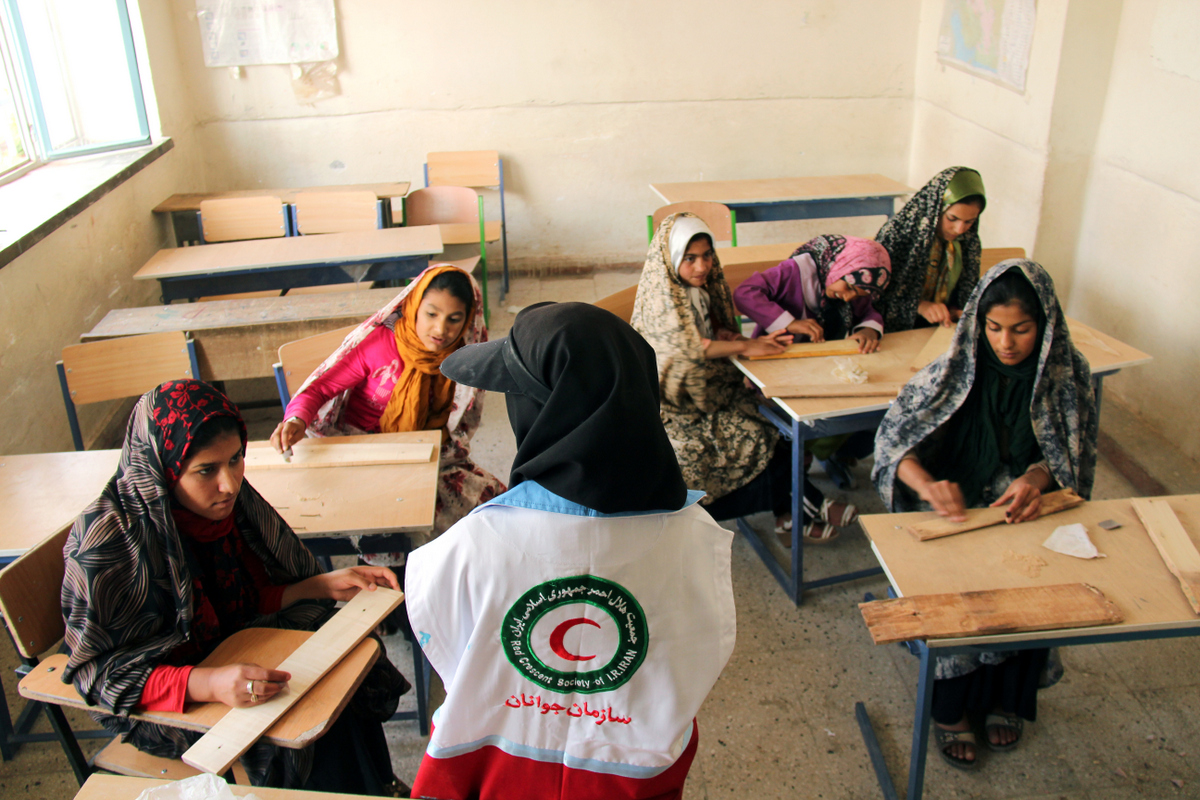
Classe di allieve durante una lezione in un'università di Nishapur, in Iran.

L'apprendimento, in psicologia, è il processo di acquisizione di nuove conoscenze, comportamenti, abilità, valori o preferenze e può riguardare la sintesi di diversi tipi di informazione. L'evoluzione del comportamento nel tempo segue una curva di apprendimento.
Lo studio dell'apprendimento umano fa parte della pedagogia, della psicologia e delle scienze dell'educazione. Le istituzioni dell'educazione formale devono tener conto dei principi generali che regolano l'apprendimento nella stesura del progetto educativo.
Numerose sono le agenzie sociali che producono apprendimento informale. Possono essere appresi sia comportamenti adattativi che disadattivi.

## Generalità
L'apprendimento è un processo cognitivo automatico della acquisizione di informazioni che deriva da una nuova esperienza o dalla pratica di nuovi comportamenti, ovvero una modificazione di un comportamento complesso, abbastanza stabile nel tempo, derivante dalle esperienze di vita e/o dalle attività del soggetto. Esso è dunque un processo "esperienziale": le nostre esperienze, compresa l'attuazione di nuove attività, possono infatti influenzare significativamente le nostre connessioni neuronali e quindi le nostre strutture cerebrali.
Dal punto di vista psicologico, l'apprendimento è dunque una funzione dell'adattamento di un soggetto risultante dall'esperienza di un problema o contesto nuovo (o cambiamenti nel contesto), ovvero un processo attivo di acquisizione di comportamenti stabili in funzione dell'adattamento ai cambiamenti nell'ambiente (o contesto), che costituiscono, per il soggetto, problemi da risolvere. In sostanza, apprendere vuol dire acquisire nuove modalità di agire o reagire per adattarsi ai cambiamenti dei contesti ambientali, compresi i contesti relazionali. Se i comportamenti modificati dall'esperienza sono relativamente semplici, si parla di condizionamento, fenomeno dovuto all'esposizione a nuovi stimoli interni o esterni.
È possibile caratterizzare nell'apprendimento due distinti aspetti: 
- l'apprendimento come legato ad un cambiamento nella configurazione di stimoli (o presentarsi di nuovi problemi). 
- l'apprendimento come legato all'esperienza di un'esposizione continuativa alla stessa configurazione di stimoli.
Da queste caratteristiche del processo risultano anche le definizioni operative che consentono di misurare l'apprendimento stesso.
È possibile distinguere l'apprendimento dalla maturazione (che non dipende dall'esposizione ad alcuni stimoli esterni, ma dallo sviluppo delle strutture biologiche dell'individuo e della specie). Con l'esposizione a contesti diversi, l'apprendimento tende ad aumentare le competenze e i repertori comportamentali degli individui, ampliando la gamma di problemi che possono affrontare e gestire. La maturazione tende a far emergere caratteristiche comuni in individui ben adattati della stessa comunità. Cambiamenti del potenziale comportamentale a breve termine, come ad esempio la stanchezza o transitorie influenze ormonali, non costituiscono "apprendimento". Alcuni cambiamenti a lungo termine, viceversa, non dipendono dall'apprendimento ma dall'avanzare dell'età (maturazione o invecchiamento). Lo sviluppo personale, quindi, risulta un intreccio di apprendimento e maturazione.
La "maturazione" invece è descritta da Lev Semënovič Vygotskij come strutturazione della base culturale dell'individuo: questa sarebbe determinata dall'ambiente naturale e storico-sociale, che prende il controllo dei comportamenti, al ridursi delle motivazioni biologiche.
Tra le abilità che possono essere apprese c'è l'apprendimento stesso. Si può imparare ad apprendere. Lo spostamento da apprendimenti di primo livello a quelli di secondo livello produce quello che Gregory Bateson definisce Deuteroapprendimento.
L'educazione risulta l'attività umana socialmente regolata e designata a promuovere l'altrui apprendimento.

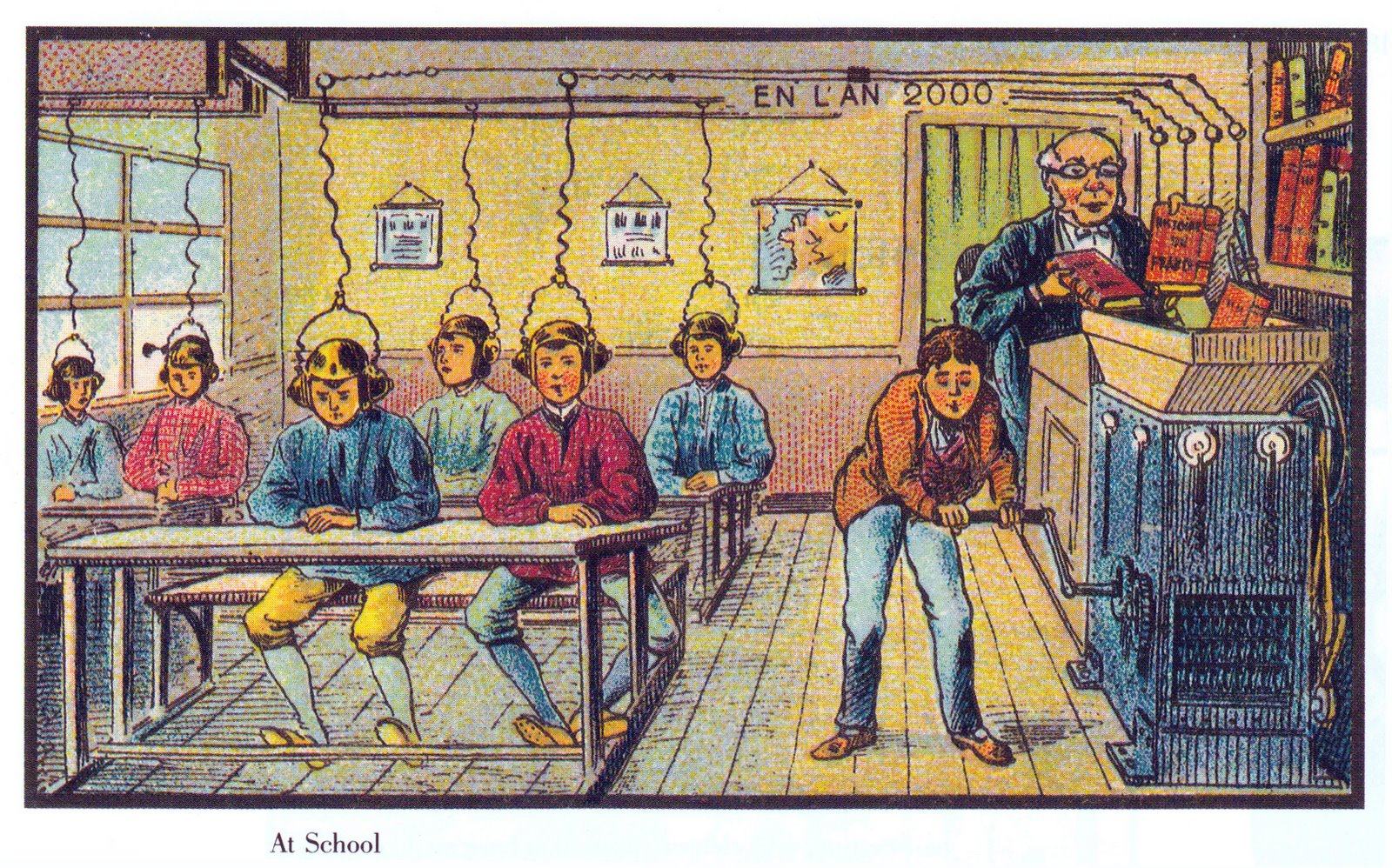
Una rappresentazione fantascientifica dei metodi di apprendimento

## Tipi di apprendimento

### Apprendimento non-associativo
L'apprendimento non-associativo fa riferimento a "un cambiamento relativamente permanente nella forza di risposta ad un singolo stimolo successivo a esposizione ripetuta allo stesso. Le modifiche a causa di fattori quali l'adattamento sensoriale, l'astenia, o i traumi fisici non rientrano nell'apprendimento non associativo. "
L'apprendimento non associativo può essere diviso in abitudine e sensibilizzazione.

#### Abituazione (o assuefazione)
Assuefazione è un esempio di apprendimento non associativo in cui la forza o la probabilità di una risposta diminuisce quando la risposta viene ripetuta. La risposta è in genere una risposta riflessa o incondizionata. Così, l'assuefazione deve essere distinta dall'estinzione, che è un processo associativo. Nell'"estinzione operante" una risposta diminuisce, perché non è seguita dal premio: per esempio se un gufo impagliato (o un predatore simile) viene messo nella gabbia di piccoli uccelli, questi inizialmente reagiscono ad esso come se fosse un vero e proprio predatore. Presto però gli uccelli reagiscono meno, mostrando assuefazione. Se un altro gufo impagliato è introdotto (o lo stesso rimosso e reintrodotto), gli uccelli reagiscono ad esso di nuovo come se fosse un predatore, dimostrando che è solo uno stimolo molto specifico a cui si sono abituati. L'assuefazione è stata dimostrata in tutte le specie animali, nonché sulle piante sensibili come la Mimosa pudica e il grande protozoo Stentor coeruleus.

#### Sensibilizzazione
La sensibilizzazione è un esempio di apprendimento non associativo in cui la progressiva amplificazione della risposta segue ripetute somministrazioni di uno stesso stimolo (Bell et al., 1995). Un esempio quotidiano di questo meccanismo è la stimolazione tonica ripetuta sui nervi periferici che si verifica se una persona si strofina il braccio in modo continuo: dopo un po' questa stimolazione crea una sensazione di calore che alla fine si trasforma in dolore. La presenza di dolore alla risposta sinaptica progressivamente amplificata avverte che la stimolazione è nociva.

### Apprendimento attivo

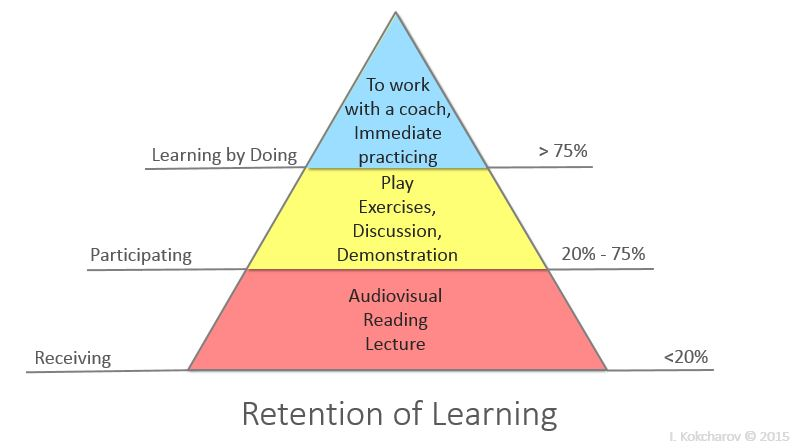
L'apprendimento esperienziale è più efficiente dell'apprendimento passivo come la lettura o l'ascolto.

L'apprendimento attivo si verifica quando una persona prende il controllo della propria esperienza di apprendimento: dal momento che la comprensione delle informazioni è l'aspetto fondamentale dell'apprendimento, è importante per gli studenti riconoscere ciò che capiscono da ciò che non capiscono. L'apprendimento attivo incoraggia gli studenti ad avere un dialogo interno in cui verbalizzare intese. Questa e altre strategie metacognitive possono essere insegnate a un bambino nel corso del tempo. Gli studi all'interno della metacognizione hanno dimostrato il valore di apprendimento attivo. Inoltre, gli studenti hanno più incentivi a imparare quando hanno il controllo non solo su come imparano, ma anche su ciò che imparano. L'apprendimento attivo è una caratteristica fondamentale dell'apprendimento centrato sullo studente. Al contrario, l'apprendimento passivo e l'istruzione diretta sono le caratteristiche di apprendimento insegnante-centrico (o educazione tradizionale).

### Apprendimento significativo
L’apprendimento significativo è una teoria dell’apprendimento sviluppata da David Ausubel negli anni ’60. Questa teoria si basa sul collegamento di nuovi concetti alle conoscenze pregresse piuttosto che sulla memorizzazione meccanica di informazioni. L’apprendimento significativo avviene attraverso organizzatori preesistenti e richiede un chiaro schema concettuale, dei collegamenti logici e l’attivazione della conoscenza preesistente. Ausubel ha introdotto il concetto di organizzatore preesistente, che rappresenta la conoscenza preesistente che una persona ha su un determinato argomento. L’apprendimento significativo si verifica quando il nuovo materiale viene collegato in modo coerente e logico a questi organizzatori preesistenti. L'apprendimento significativo, che va oltre la comprensione a livello superficiale; implica stabilire collegamenti, comprendere concetti chiave e relazionarli a scenari della vita reale. Incoraggia il pensiero critico e la risoluzione dei problemi. 
Secondo Jonassen, l’apprendimento significativo ha queste caratteristiche: è attivo, si interagisce con l’ambiente, si manipolano gli oggetti presenti in quell’ambiente e si osserva l’esito dell’azione; è costruttivo: si articola cosa è stato fatto e si riflette sulle attività e sulle osservazioni; è intenzionale (goal-directed): si fa qualcosa per uno scopo; è cooperativo, conversazionale, collaborativo: si negozia socialmente una comune comprensione; è autentico: è complesso e contestuale.

### Apprendimento associativo
L'apprendimento associativo è il processo per cui qualcuno apprende un'associazione tra due stimoli, o un comportamento e uno stimolo. Le due forme di apprendimento associativo sono condizionamento classico e condizionamento operante. Nel primo, uno stimolo precedentemente neutro è ripetutamente presentato insieme a un riflesso che susciti stimoli, fino a che lo stimolo neutro provoca una risposta da solo. Nel condizionamento operante, un certo comportamento è rinforzato o punito, ciò altera la probabilità che il comportamento si ripresenterà.

#### Condizionamento operante
Il condizionamento operante si distingue dal condizionamento pavloviano perché utilizza il rinforzo-punizione per modificare un'associazione di azione-risultato. Al contrario, il condizionamento pavloviano comporta il rafforzamento dell'associazione stimolo-risultato.
Le teorie elementari di apprendimento associativo sostengono che stimoli opposti tendono ad essere percepiti come unità separate, piuttosto che 'olisticamente' (vale a dire come una singola unità)
Il comportamentismo è un movimento psicologico che cerca di alterare il comportamento preparando l'ambiente per suscitare successivi cambiamenti e provvedere a mantenere o diminuire un comportamento. Tuttavia, essi non negano che ci siano processi di pensiero che interagiscono con quei comportamenti.
L'attualizzazione ritardata è il processo di svalutazione dei premi in base al ritardo di tempo in cui vengono presentati. Questo processo si pensa sia legato all'impulsività. L'impulsività è un processo fondamentale in molti comportamenti (come per l'abuso di sostanze, il gioco d'azzardo patologico, il disturbo ossessivo-compulsivo etc). Prendere decisioni è una parte importante della vita di tutti i giorni; prendiamo queste decisioni basandoci su ciò che percepiamo come azioni più importanti o meritevoli. Ciò è determinato da quello che troviamo negli stimoli di maggior rinforzo, così quando si insegna a un individuo una risposta, è necessario trovare il rinforzo più potente per quella persona. Questo può essere un rinforzo più grande in un momento successivo o un più piccolo rinforzo, ma immediato.

### Condizionamento classico
Il paradigma tipico del condizionamento classico comporta ripetutamente l'abbinamento di uno stimolo incondizionato (che evoca immancabilmente una risposta riflessa) con un altro stimolo precedentemente neutro (che normalmente non evoca la risposta). Dopo il condizionamento, la risposta si verifica sia allo stimolo incondizionato che all'altro, lo stimolo non correlato (ora denominato "stimolo condizionato"). La risposta allo stimolo condizionato è definita una risposta condizionata: l'esempio classico è Ivan Pavlov e i suoi cani. Pavlov aveva aggiunto ai cani del cibo a base di carne, cosa che portò alla salivazione dei cani: la carne polvere è lo "stimolo incondizionato" e la salivazione è la "risposta incondizionata". Pavlov fece squillare un campanello prima di presentare il cibo: la prima volta che Pavlov suonò il campanello, allo stimolo neutro, i cani non salivarono, ma una volta che aggiunse la polvere di carne in bocca i cani cominciarono a salivare. Dopo numerosi abbinamenti di campana e cibo, i cani impararono che la campana segnalava che il cibo era in arrivo, e incominciarono a salivare appena sentito il campanello. Una volta che questo avvenne, la campana divenne lo "stimolo condizionato" e la salivazione divenne la "risposta condizionata". Il condizionamento classico è stato dimostrato in molte specie: si è visto nelle api, nel riflesso di estensione della proboscide.

### Imprinting
L'imprinting è un tipo di apprendimento che si verifica in una determinata fase della vita, è rapido e apparentemente indipendente dalle conseguenze del comportamento. Nell'imprinting filiale, animali giovani, in particolare gli uccelli, formano un'associazione con un altro individuo o in alcuni casi, un oggetto, che corrisponderebbe a un genitore. Nel 1935, l'austriaco zoologo Konrad Lorenz scoprì che certi uccelli seguono e formano un legame se l'oggetto emette suoni.

## Descrizione

### Elementi dello sviluppo che consentono l'apprendimento
Il neonato apprende in modo inconsapevole ad adoperare il proprio corpo e il linguaggio. L'apprendimento diventa intenzionale dal momento in cui sono disponibili:
- maggiore capacità di immagazzinamento delle informazioni;
- strategie di memorie sviluppate;
- metacognizione, capacità di riflettere sul proprio modo di pensare ovvero sostanzialmente autocoscienza.

### Il condizionamento rispondente di Ivan Pavlov
Il primo approccio comportamentista di studio dell'apprendimento fu il cosiddetto apprendimento di tipo associativo per contingenza temporale (o condizionamento rispondente, o altrimenti detto condizionamento classico) di Ivan Pavlov.
Questo approccio, fatto proprio dal paradigma comportamentista, studia il particolare aspetto dell'apprendimento che riguarda gli stimoli in grado di elicitare un riflesso fisiologico.
Incuriosito dall'osservazione che i cani usati per i suoi studi sull'attività digestiva iniziavano a salivare anche prima di annusare l'odore del cibo (fatto strano, dato che il cane usa l'olfatto per decidere se un oggetto è commestibile e dare quindi avvio alla salivazione e altri processi digestivi), Pavlov decide di approfondire la questione ideando un semplice paradigma sperimentale: in associazione con il cibo e il suo odore, viene presentato un secondo stimolo che in natura non ha niente a che vedere con la salivazione del cane, per esempio il suono di una campanella. Quello che si osserva è che dopo ripetute presentazioni dei due stimoli associati, il cane comincia a rispondere con la salivazione anche alla sola presenza del suono della campanella. L'apprendimento consiste in questo caso nel fatto che il cane usa un comportamento che già possiede (reazione di salivazione) in risposta a uno stimolo diverso da quello programmato dalla natura tramite evoluzione.
Attraverso questi studi, Pavlov delineò una curva di apprendimento (forza del condizionamento in asse verticale per numero di associazioni stimolo condizionato-stimolo incondizionato in asse orizzontale) dal profilo tipico, entro la quale prima l'apprendimento aumenta rapidamente dopo l'esposizione a poche associazioni, poi si stabilizza, mentre le associazioni successive influiscono sempre meno (vedi la curva della memorizzazione di Hermann Ebbinghaus).
Attraverso l'associazione di più stimoli in sequenza è possibile costruire lunghe catene di condizionamenti rispondenti, per esempio il cane che risponde con la salivazione prima all'odore di cibo poi alla semplice vista del cibo, poi alla vista del padrone che si avvicina con in mano una confezione di cibo, poi alla vista del padrone che si dirige dove è conservata la confezione di cibo.
Tenendo conto che il condizionamento rispondente applicato alla risposta fisiologica di paura è molto più efficiente rispetto ad altre risposte (meno tempo per ottenere l'apprendimento e apprendimento molto più resistente e di lunga durata), il condizionamento rispondente può essere chiamato in causa per spiegare la genesi di alcuni particolari casi di fobia, per esempio se la fisiologica paura di un rumore fortissimo viene associata a un animale che per caso si trovava nel campo visivo proprio in quel momento può ingenerarsi paura immotivata verso quell'animale, cioè si apprende per associazione a rispondere con paura ad uno stimolo che in natura non dovrebbe provocarla.

### Il condizionamento operante di Burrhus Skinner
Questa forma di apprendimento, insieme al condizionamento classico, rappresenta la base dell'approccio comportamentista allo studio delle funzioni psichiche. Inoltre, questo condizionamento è detto operante perché basato su operazioni legate ai muscoli volontari. In questo caso infatti l'apprendimento non avviene a livello di riflessi come nel condizionamento rispondente, ma di operazioni motorie più complesse.
Il setting di ricerca entro cui Skinner ha sviluppato questa teoria, prende il nome da questo ricercatore, la Skinner Box. Nel suo interno c'è un topo che necessita di premere un tasto o spingere una leva per aprire una dispensa di cibo. L'animale affamato, in condizione di alta attivazione motivazionale viene spinto alla ricerca del cibo. Nel corso del normale comportamento esplorativo che il topo mette in atto, esso casualmente preme la leva per arrivare al cibo, che funge da rinforzo positivo. Questo comportamento, rinforzato, tende ad essere sempre più frequente, fino a quando l'animale arriva a premere direttamente la leva giusta. A questo punto l'animale ha appreso, anche senza comprenderla, un'operazione (interazione volontaria complessa) condizionata dal rinforzo positivo del cibo. È possibile inserire in questo tipo di sperimentazioni anche una punizione, come per esempio la scossa elettrica associata a un'altra leva. Tuttavia, la punizione non è la controparte del rinforzo ma presenta caratteristiche peculiari: sebbene sia in grado di diminuire (o anche inibire) temporaneamente la probabilità di un comportamento, la punizione non elimina il comportamento dal repertorio del soggetto e non aiuta a selezionare e apprendere il comportamento corretto. Inoltre può dar vita a comportamenti alternativi come la risposta di fuga e in seguito l'evitamento, oltre che a risposte emotive negative che interferiranno coi futuri tentativi di apprendimento.
Una particolare tecnica di apprendimento, detta modellamento (in inglese shaping) è stata sviluppata a partire dal condizionamento operante di Skinner. Questa tecnica, largamente testata sull'apprendimento dell'uomo risulta utile per modificare gradatamente un comportamento. La prima volta viene premiato (attraverso un rinforzo positivo) un comportamento che si avvicina gradualmente a quello che si vuole sviluppare (anche se solo approssimativo), la seconda solo le esecuzioni che progrediscono in una situazione più corretta, la terza si premiano solo le prestazioni ancora più corrette, e così via. È importante, per sviluppare uno shaping efficace, che i rinforzi siano continui. Sono tuttavia possibili anche rinforzi intervallati, ma essi risultano più utili per riapprendere comportamenti già appresi. È comunque importante che sia premiato sempre lo stesso comportamento.
Gli studi sul modello del condizionamento operante, hanno, in estrema sintesi, portato a postulare una serie di condizioni che rendono più efficace l'apprendimento:
- L'apprendimento è più veloce se il rinforzo segue immediatamente la prestazione motoria.
- Il rinforzo ad intervalli costruisce un apprendimento meno veloce, ma tende ad essere più stabile nel tempo.
- Il rinforzo positivo, a parità di tempo, è più valido e attivo del rinforzo negativo.
- La forza del condizionamento è maggiore se si alternano le sedute di addestramento ad altre attività.
- Rinforzi incoerenti a comportamenti diversi è il punto di partenza per stati di impotenza appresi e nevrosi

È vero però che trascorso del tempo in cui allo stimolo non corrisponde un rinforzo, l'apprendimento acquisito dall'animale scompare. Ciò perché nell'apprendimento è necessaria continuità, ripetitività ed esercitazione.

### L'apprendimento concettuale e imitativo
Il focus non è più nell'apprendimento inconsapevole per prove ed errori della tradizione comportamentista, ma nel processo di ristrutturazione cognitiva associata al vissuto consapevole di comprensione immediata. La psicologia della Gestalt, attraverso l'opera di Köhler si è occupata di questa forma di apprendimento. Wolfgang Köhler, studiando i processi di apprendimento nelle scimmie antropoidi, ha definito Insight questa forma di comprensione immediata e improvvisa.
Le profonde differenze con la tradizione comportamentista possono essere ricondotte a questi punti:
1. L'importanza dell'intenzionalità nella risoluzione del problema.
2. Il riferimento ad apprendimenti concettuali e cognitivi piuttosto che di operazioni o risposte motorie.

Il soggetto non ha proceduto per prove ed errori, non è quindi una modalità di apprendimento associativo, ma ha ristrutturato funzionalmente gli elementi del problema trovando una precisa soluzione.
L'apprendimento imitativo si può trovare anche nei cuccioli di animali, che, non conoscendo ancora il mondo, possiedono un istinto animale innato e, dopo l'imprinting, imitano ogni azione della madre anche senza conoscerne il fine immediato e il fine ultimo.
Secondo il pedagogista Daniele Mattoni, "Oggi buona parte della teoria psicologica e pedagogica è concorde su un punto: il potenziale di sviluppo di un individuo, pur variando da individuo a individuo per l’influenza di fattori genetici, ha bisogno, per potersi realizzare, della stimolazione dell’ambiente". In altre parole, un ambiente imitativo denotato da povertà di repertori comportamentali e scarsi valori umanistici potrebbe limitare ampiamente le possibilità di venire a contatto con occasioni di apprendimento concettuale e imitativo potenzianti per l'individuo. Questo aspetto trova supporto anche negli approcci classici della formazione, tra cui in Donald Kirkpatrick, sviluppatore del "Four-Level Training Evaluation Model", un modello di valutazione dell'apprendimento ampiamente utilizzato su scala internazionale, alla base del quale vi è il concetto di "reazione" del soggetto rispetto ad uno stimolo formativo. Qualora gli stimoli formativi anche imitativi siano di bassa qualità la reazione di apprendimento di nuove competenze non avverrà e tenderà a predominare lo "status quo".

#### Problem solving
Il problem solving rappresenta l'approccio cognitivista allo studio dell'intelligenza, e prende le mosse dalla teoria gestaltista dell'apprendimento concettuale.
Il problem solving è un processo mentale volto a trovare un percorso che porta il cambiamento da una situazione iniziale ad una disposizione finale. La capacità di problem solving è spesso adoperata come misura empirica dell'intelligenza. Il pensiero logico misurato dal quoziente d'intelligenza infatti, all'interno dei processi di problem solving, è applicato alla risoluzione di uno specifico problema. Tale contestualizzazione del pensiero logico porta i soggetti ad ottenere prestazioni più elevate, e fornisce una misura più attendibile, anche se meno generale dell'intelligenza.
La definizione dell'intelligenza in termini di problem solving rappresenta il primo passo compiuto dagli psicologi da una visione dell'intelligenza di tipo scolastico a concetti più differenziati, come per esempio intelligenza fluida-cristallizzata (Raymond Cattell), o intelligenza logica-creativa, e recentemente i concetti di intelligenze multiple (Howard Gardner) e intelligenza emotiva (Daniel Goleman). Max Wertheimer (1965) distingue un'intelligenza logica, esprimentesi ad esempio nel ragionamento analitico, e un'intelligenza creativa, orientata alla sintesi e alla costruzione del nuovo. La prima orientata ai problemi convergenti, la seconda orientata alla soluzione di problemi divergenti.
Ulric Neisser, padre dell'approccio cognitivista alla psicologia, evidenzia il problem solving come strategia efficace di apprendimento. Neisser struttura un processo di problem solving attraverso le seguenti fasi:
1. La prima parte comprende uno stato iniziale, ovvero un'informazione incompleta con la quale si affronta il problema, dato in termini di coordinate generali della situazione di partenza.
2. La seconda fase consta della definizione di mete e finalità insite nel problema, acquisizione di informazioni relativa allo stato finale da raggiungere.
3. Infine l'ultimo momento del processo di problem solving consiste nella strutturazione di una serie di operazioni, manipolazioni dello stato iniziale, da applicare per arrivare allo stato finale.

L'autore identifica una serie di caratteristiche del processo di problem solving adoperabili per la strutturazione un apprendimento efficace:
- Definizione delle dimensioni semantiche e concettuali per strutturare l'ambiente.
- Gerarchizzazione degli schemi mentali.
- Fare appello alle risorse attive del discente. Questo aspetto inoltre risulta centrale in una formazione orientata allo sviluppo creativo di tipo andragogico.

### L'approccio situato all'apprendimento
La psicologia sociale analizza i fenomeni legati all'apprendimento anche in un'ottica non più incentrata su un livello d'analisi individuale, ma sulle interazioni sociali. In questo approccio il contesto sociale dove avviene l'apprendimento non è più solo un contenitore di stimoli, risposte e processi cognitivi, ma un elemento che pervade gli individui, e ne determina (in una maniera non meccanicistica) la condotta attraverso il linguaggio e i simboli che esso contiene.
Una teoria volta all'analisi dello sviluppo dell'apprendimento che mette in primo piano il linguaggio è data dall'opera di Lev Vygotskij. Questo autore definiva il linguaggio come vettore chiave della costruzione delle capacità personali, che attraverso di esso si manifestavano prima nel contesto sociale. Attraverso il concetto di "zona di sviluppo prossimale" Vygotskij postulava come tali capacità si manifestassero in duplice entità: in un primo momento nel contesto sociale entro cui l'individuo era inserito, in un secondo momento, una volta interiorizzata questa capacità attraverso la comunicazione, come capacità personali. Secondo questo autore allora il linguaggio rappresenta il vettore chiave dello sviluppo delle capacità dei singoli individui. A partire dalle teorizzazioni di Vygotskij, si è sviluppato un approccio situato allo studio della comunicazione e del linguaggio che non trascende l'individuo dalle dinamiche sociali in cui è inserito, dinamiche apprese e agite attraverso il medium fondamentale dell'apprendimento che è il linguaggio stesso. I punti fondamentali della riflessione di Vygotskij sul linguaggio possono essere così sintetizzati:
1. Priorità dell'azione sulla cognizione.
2. Linguaggio come mediatore centrale del passaggio all'azione dalla cognizione.
3. Comunicazione verbale tra il bambino e l'adulto (momento interpsichico) è il momento che precede la comunicazione intrapsichica del bambino (momento intrapsichico).
4. Questi contesti e queste pratiche discorsive sono sempre situate in un dato contesto sociale e culturale.

Per rielaborare questo approccio situato all'apprendimento, Jean Lave ne identifica tre pilastri fondamentali:
- l'attenzione per gli aspetti storici della realtà sociale.
- la cultura locale come elemento mediatore.
- l'importanza delle pratiche e delle attività nella comunicazione e nell'apprendimento.

Da queste dimensionalità emerge uno studio situato dell'apprendimento non più incentrato sulle caratteristiche personali che ne favoriscono o meno lo sviluppo, ma, in una prospettiva sociale, incentrata totalmente sulle dinamiche di interazione che si sviluppano attraverso il linguaggio stesso.
Il linguaggio diviene allora, oltre che il principale oggetto di studio delle pratiche di sviluppo e trasmissione della conoscenza, anche la metodologia principale adottata. Emerge una psicologia sociale discorsiva che identifica nella metodologie etnografiche e nell'analisi del discorso le basi su cui costruire ricerche sui processi di comunicazione e di apprendimento.

### Strutturare l'esperienza di apprendimento
Esistono quattro principi utili alla strutturazione dell'esperienza di apprendimento, essi si riferiscono al modo in cui l'esperienza deve essere insegnata, in ambito scolastico, sportivo e sociale:
1. Consapevolezza, cioè coscienza da parte dell'insegnante o educatore della situazione dell'allievo;
2. Evidenza, soprattutto nella fase iniziale dell'apprendimento è importante evidenziare i punti cardine della materia, del concetto, dell'azione da eseguire;
3. Accessibilità, i compiti che l'allievo svolge devono essere proporzionati alle capacità, con incrementi utili a creare situazioni di disequilibrio per permettere all'individuo di acquisire nuove abilità e consolidare le precedenti;
4. Sistematicità, l'esperienza d'apprendimento deve avere una struttura sistematica, deve quindi seguire un percorso, solitamente da semplice a complesso.[14] Perché l'educazione e l'appredimento risultino efficaci è fondamentale considerare tale esperienza dal punto di vista dell'individuo che apprende.[15]

### La teoria dell'apprendimento sociale
La teoria dell'apprendimento sociale, sviluppata da Albert Bandura (1971), ipotizza l'apprendere attraverso l'imitazione e la riproduzione. Questo tipo di apprendimento, presente anche negli animali, si verifica attraverso una serie di condizioni:
- L'attenzione dell'osservatore è rivolta verso il modello. Tale attenzione, anche se non rinforzata o premiata, risulta tanto più intensa quanto più il modello è simile all'osservatore, o da lui apprezzato e ammirato.
- L'osservatore coglie il comportamento osservato come valido da apprendere (cioè utile per ottenere vantaggi/benefici o per sventare rischi o pericoli).
- L'osservatore non giudica la prestazione comportamentale al fuori della sua portata.
- Quando si ricreano situazioni simili, l'osservatore mostrerà la capacità di ricordare e richiamare il comportamento esibito dal modello anche a distanza di tempo.

Questa forma di apprendimento, detto vicario (in quanto gli effetti si producono nell'osservatore invece che nel modello che sperimenta direttamente le contingenze ambientali), è incentrato sul processo di imitazione che intercorre tra osservatore e osservato.
Questa teoria, diversamente dal condizionamento operante di Skinner, elabora un concetto di modellamento, in inglese "modeling". Il concetto di modellamento di Albert Bandura, radicalmente nuovo, è stato adottato come un vero e proprio paradigma di studio dell'apprendimento, detto anche "apprendimento osservativo", in quanto è sufficiente l'osservazione di un modello che esegue il comportamento desiderato, da parte del soggetto, per facilitare l'esecuzione del comportamento stesso, ivi incluse le reazioni emozionali.
Si distingue dalla tecnica dello "shaping" elaborata sulla base della teoria del condizionamento rispondente, poiché Bandura si concentra sui processi di imitazione tra osservatore e osservato. Questo processo di identificazione è legato anche ad aspetti cognitivo-affettivi, e si ritrova spesso in condotte di identificazione che le persone adottano in determinati ruoli o personaggi sociali.
Bandura, negli esiti più recenti della sua teoria, attraverso la definizione del concetto di autoefficacia percepita ha segnato il passaggio dalla teoria dell'apprendimento sociale alla teoria sociale cognitiva, ponendo l'accento sui fattori interni dell'individuo (cognizioni, emozioni, rappresentazioni, valutazioni), oltre che gli stimoli esterni, come concause della condotta. In particolare le convinzioni riguardo alla propria efficacia personale costituiscono uno degli aspetti principali per sviluppare situazioni di apprendimento. Bandura identifica quattro fonti di informazioni principali per la costruzione dell'efficacia:
1. Le esperienze comportamentali dirette di gestione efficace, che hanno la funzione di indicatori di capacità.
2. Le esperienze vicarie e di modellamento, che alterano le convinzioni di efficacia attraverso la trasmissione di competenze e il confronto con le prestazioni ottenute dalle altre persone.
3. La persuasione verbale e altri tipi di influenza sociale, che infondono e costituiscono la possibilità di possedere competenze da sperimentare.
4. Gli stati fisiologici e affettivi, in base ai quali le persone giudicano la loro forza, vulnerabilità, reattività al disfunzionamento.

Ogni mezzo di influenza, sia esso sociale, cognitivo o affettivo, a seconda della sua natura, può operare attraverso una o più di questi canali di informazione e costruzione dell'efficacia.

### I metodi e le finalità d'indagine dell'apprendimento
Le metodologie fondamentali per lo studio dell'apprendimento, nei nuclei teorici proposti, fanno riferimento alla sperimentazione in laboratorio. È possibile studiare invece le modalità di apprendimento legate alla ristrutturazione cognitiva, e nei suoi sviluppi in chiave cognitivista, legati al problem solving, anche mediante metodologie sul campo, attraverso studi di tipo correlazionale.
Le applicazioni degli studi sull'apprendimento sono innumerevoli nel campo dell'educazione, sia nell'ambito dell'istruzione programmata, sia nel campo della formazione per adulti. Operativamente, in questo campo, le teorie sull'apprendimento permettono di costruire un processo funzionale (per il target per cui è progettato) all'atto dell'apprendere, fornendo indicazioni sullo sviluppo dell'evento formativo stesso. Un esempio di applicazione della teoria nella pratica può essere rappresentato dalla definizione di un evento formativo in base alle condizioni di sviluppo dell'autoefficacia percepita definite da Albert Bandura: le esperienze dirette, le esperienze di modellamento, la persuasione da parte degli altri significativi e gli stati fisiologici ed affettivi. Un processo efficace di apprendimento potrà allora contenere tutte queste leve, mettendo l'accento su l'una o l'altra a seconda del contenuto, della capacità operativa, della capacità di gestione emotiva, della competenza (etc..) da apprendere.
Le teorie sull'apprendimento rappresentano inoltre un valido strumento nel campo della psicologia clinica. L'approccio comportamentista, per esempio, adotta un processo di intervento costruito sui principi del condizionamento classico, per intervenire sulle fobie.
Il livello di analisi dell'apprendimento, oltre che individuale, può essere anche collettivo, od organizzativo. Sempre più contributi si concentrano infatti sui processi di apprendimento organizzativo, creando e distribuendo sapere al loro interno. In quest'ottica i contributi sull'apprendimento organizzativo evidenziano, con sempre maggiore importanza, l'interconnessione tra i processi individuali e collettivi.

## L'apprendimento nelle piante
A partire dagli anni 2010 i fisiologi vegetali hanno esaminato la fisiologia del comportamento e della cognizione delle piante. I concetti di apprendimento e memoria sono rilevanti per identificare il modo in cui le piante rispondono a segnali esterni, un comportamento necessario per la sopravvivenza. Un team australiano, guidato da una docente di ecologia evolutiva, Monica Gagliano,, sostiene l'apprendimento associativo nel pisello, Pisum sativum. Il pisello non è specifico di una regione, ma cresce piuttosto in climi più freschi e ad alta quota. L'articolo del 2016 mira a distinguere tra comportamento di fototropismo innato e comportamenti appresi. Le piante utilizzano segnali luminosi in vari modi, ad esempio per sostenere i loro bisogni metabolici e per mantenere i loro ritmi circadiani interni, che sono modulati da sostanze bioattive endogene che, oltre a favorire l'apertura e la chiusura delle foglie, sono alla base dei comportamenti nictinastici.
Gagliano e colleghi hanno costruito un classico test di condizionamento in cui le piantine di piselli sono state divise in due categorie sperimentali e poste in tubi a forma di Y. In una serie di sessioni di addestramento, le piante sono state esposte alla luce che scendeva da diversi bracci del tubo. In ogni caso, c'era un ventilatore che soffiava leggermente lungo il tubo nello stesso braccio o in quello opposto alla luce. Lo stimolo incondizionato (US) era la presenza prevista della luce e lo stimolo condizionato (CS) era il vento che soffiava dal ventilatore. Precedenti sperimentazioni mostrano che le piante rispondono alla luce piegandosi e crescendo verso di essa attraverso la crescita e la divisione cellulare differenziale su un lato dello stelo della pianta mediata dalle vie di segnalazione dell'auxina.
Sebbene il meccanismo fisiologico dell'apprendimento associativo nelle piante non sia noto, Telewski e altri descrivono un'ipotesi che descrive la fotorecezione come base della meccano-percezione nelle piante. Un meccanismo per la meccano-percezione nelle piante si basa sui canali ionici MS e sui canali del calcio. Le proteine meccano-sensoriali nei doppi strati lipidici cellulari, note come canali ionici MS, vengono attivate una volta che vengono deformate fisicamente in risposta alla pressione o alla tensione. I canali ionici permeabili al Ca2+ sono "stretch-gate" e consentono l'afflusso di osmoliti e calcio, un noto secondo messaggero, nella cellula. Questo afflusso di ioni innesca un flusso passivo di acqua nella cellula lungo il suo gradiente osmotico, aumentando efficacemente la pressione del turgore e provocando la depolarizzazione della cellula. Gagliano ipotizza che la base dell'apprendimento associativo nel Pisum sativum sia l'accoppiamento di percorsi meccano-sensoriali e fotosensoriali ed è mediata da percorsi di segnalazione dell'auxina. Il risultato è una crescita direzionale per massimizzare la cattura della luce solare da parte della pianta.
Gagliano e altri hanno pubblicato un altro articolo sui comportamenti di assuefazione nella pianta di mimosa pudica in cui il comportamento innato della pianta veniva diminuito dall'esposizione ripetuta a uno stimolo. Ci sono state polemiche attorno a questo articolo e più in generale attorno al tema della cognizione delle piante. Charles Abrahmson, psicologo e biologo comportamentale, afferma che parte del motivo per cui gli scienziati non sono d'accordo sulla capacità delle piante di apprendere è che i ricercatori non utilizzano una definizione coerente di "apprendimento" e "cognizione". Allo stesso modo, Michael Pollan, autore e giornalista, afferma nel suo pezzo The Intelligent Plant che i ricercatori non dubitano dei dati di Gagliano ma piuttosto del suo linguaggio, in particolare del suo uso del termine "apprendimento" e "cognizione" rispetto alle piante. Una direzione per la ricerca futura sta testando se i ritmi circadiani nelle piante modulano l'apprendimento e il comportamento e esaminando le definizioni di "cognizione" e "apprendimento" dei ricercatori.